# Jennifer Juniper
〈Jennifer Juniper〉는 1968년에 발매된 스코틀랜드의 음악가 도노반이 부른 싱글곡이다. 이 곡은 영국 싱글 차트에서 5위를 차지했고, 빌보드 핫 100에서 26위를 기록했다. 올뮤직 저널리스트 매슈 그린왈드는 "그 시대의 모든 결백을 완벽하게 포착하는 것은 그의 가장 훌륭한 싱글 중의 하나이다"라고 말했다.